# Radoald de Bénévent
Radoald ou Rodoald de Bénévent est un duc lombard de Bénévent de 642 à 647. 

## Biographie
Rodoald est le 3e fils du duc Gisulf II de Frioul et de son épouse Romilda. Après avoir échappé avec ses frères à la captivité chez les Avars, il préfère s'exiler avec son frère cadet Grimoald à Bénévent chez leur parent le duc Arigis, lorsque leur oncle Grasulf II devient duc de Frioul après la mort de leurs aînés Tacco et Kakko.
Arigis les considérait  comme « ses propres fils » et à sa mort en 641 il les charge d'aider dans son gouvernement son fils légitime Aiulf Ier de Bénévent qui selon Paul Diacre « n'avait plus ses esprits entiers et sains » après avoir absorbé une boisson qui lui avait été offerte par les « Romains perfides  de Ravenne ».
Aiulf règne un an et cinq mois avant d'être tué en 642 dans un combat contre des Slaves qui s'étaient installés à Siponto. Selon Paul Diacre,  Rodoald lui succède et comme il  parlait la langue des slaves, voisins des Lombards dans le Frioul, il endort leur vigilance par ses propos avant de les attaquer et de leur infliger une lourde défaite qui les oblige à s'enfuir d'Italie. À sa mort après un règne de cinq ans selon le Chronicon Salernitanum, son frère Grimoald lui succède.

## Sources
- Gianluigi Barni, La conquête de l'Italie par les Lombards VIe siècle les événements. Le Mémorial des Siècles Éditions Albin Michel Paris (1975)  (ISBN 978-2-226-00071-2).
- Paul Diacre,  Histoire des Lombards vers 784/799, Livre IV.